# Santana FC
Santana FC is een voetbalclub in Sao Tomé en Principe uit Santana in het district Cantagalo. De club speelt in de eilandcompetitie van Sao Tomé, waarvan de kampioen deelneemt aan het voetbalkampioenschap van Sao Tomé en Principe, de eindronde om de landstitel.
In 1991 won Santana de nationale beker, het eilandkampioenschap en het landskampioenschap. Hoewel GD Os Operários in 1998 landskampioen werd, werd toch Santana FC aangewezen voor de Afrikaanse Champions League van 1999 waarin de club gekoppeld werd aan Sony Elá Nguema uit Equatoriaal-Guinea. Doordat Santana zich terug trok plaatsten de Equatoriaal-Guineeërs zich voor de volgende ronde. De laatste jaren boekt Santana wat wisselende resultaten.
Santana FC heeft ook een vrouwenteam, dat uitkomt in het vrouwenvoetbalkampioenschap van Sao Tomé en Principe.

## Erelijst
Landskampioen1991
Eilandkampioen1991
Bekerwinnaar1991
Eerste niveau: FC Aliança Nacional · Bairros Unidos FC · UD Correia · Folha Fede · Juba Diogo Simão · FC Neves · Praia Cruz · UDRA · Vitória FC · Santana FC
Tweede niveau: Agrosport · Amador · Guadalupe · Inter Bom-Bom · Desportivo Marítimo · Kê Morabeza · Oque d'El Rei · Porto Alegre · Ribeira Peixe · Trindade FC
Derde niveau: Andorinha Sport Club · Boavista · Desportivo Conde · Cruz Vermelha · Diogo Vaz · Otótó · Santa Margarida · Sporting São Tomé · UDESCAI · Varzim FC
Voormalige clubs: 6 de Setembro · Bela Vista · Os Dinâmicos ·  Palmar